# Skatlärka
Skatlärka (Grallina cyanoleuca) är en fågel i familjen monarker inom ordningen tättingar.

## Utseende
Skatlärkan är en stor och trastliknande tätting med långa kraftiga ben och en rätt lång och tunn näbb. Hanen är svart ovan och vit under, med en vit vingfläck, vit ansiktsfläck, vitt öga, svart haka och svart ögonstreck. Honan har vit strupe och ungfågeln mörkt öga. Den är mycket mindre än flöjtkråkan, med en mindre och ljusare näbb.

## Utbredning och systematik
Skatlärka delas in i två underarter:
- Grallina cyanoleuca neglecta – förekommer i norra Australien, på sydligaste Nya Guinea och på Timor.
- Grallina cyanoleuca cyanoleuca – förekommer på australienska fastlandet, utom i norr och i de torraste områdena.

## Levnadssätt
Skatlärkan är en välkänd marklevande fågel som ses i parker, trädgårdar och urbana områden. Den är aggressiv och ljudlig, och har noterats attackera sin egen spegelbild i speglar och fönster.

## Status och hot
Arten har ett stort utbredningsområde och tros öka i antal. Internationella naturvårdsunionen IUCN listar den därför som livskraftig (LC).

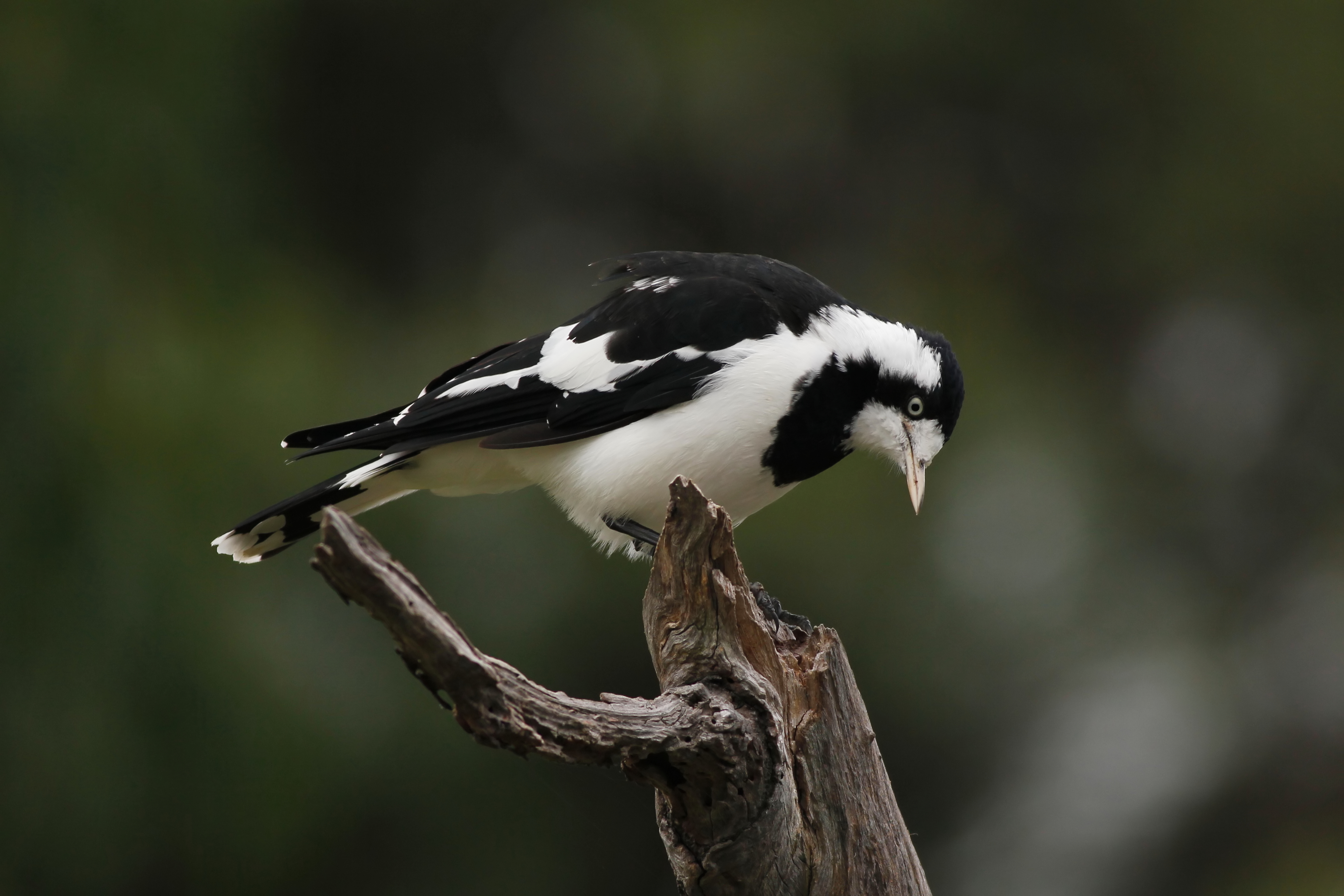